# Ulica slovenske osamosvojitve

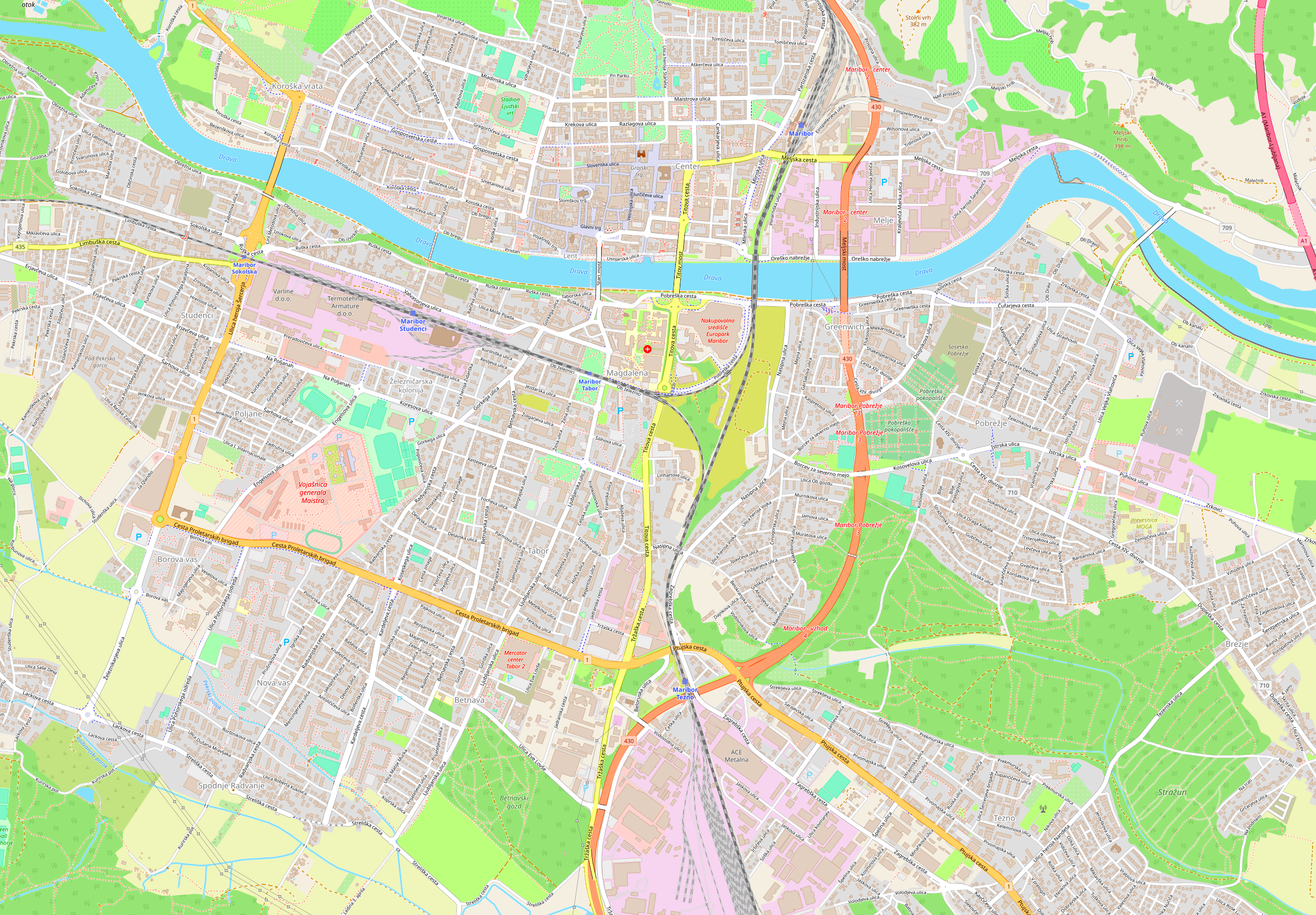

Ulica slovenske osamosvojitve (deutsch:Gasse der slowenischen Unabhängigkeit) ist der Name einer Straße im Bezirk Center der Stadtgemeinde Maribor, Slowenien.

## Geschichte
Die Ulica slovenske osamosvojitve ist der südliche Teil der bis 2011 Svetozarevska ulica genannten Straße, deren nördlicher Teil heute Ulica škofa Maksimilijana Držečnika (Bischof-Maksimilijan-Držečnik-Gasse) heißt. Bis zur Mitte des 20. Jahrhunderts hieß die Svetozarevska ulica Badgasse bzw. Kopališka ulica.
Ende des 19. Jahrhunderts wurde im Haus Nr. 5 der Badgasse das Städtische Dampfbad eröffnet, das bis in die 1960er Jahre geöffnet war.

## Lage
Die Straße beginnt als Verlängerung der Ulica slovenske osamosvojitve an ihrer Kreuzung mit dem Platz Trg Leona Štuklja. Sie verläuft parallel zur Ulica Vita Kraigherija nach Süden bis Drau östlich des Wehrturms Vodni stolp am Übergang der Straße Usnjarska ulica in die Loška ulica.

## Abzweigende Straßen
Die Unabhängigkeitsgasse berührt folgende Straßen (von Nord nach Süd): Ob jarku, Ulica heroja Bračiča, Ulica kneza Koclja

## Bauwerke und Sehenswürdigkeiten
- Veranstaltungszentrum Narodni dom Maribor
- Wasserturm Maribor